# عزيز إرمال
عزيز إرمال (بالفرنسية: Azziz Irmal)‏ (من مواليد 2 يونيو 1980 في الجزائر) هو لاعب كرة قدم جزائري متقاعد لعب كمدافع.

## روابط خارجية
- عزيز إرمال على موقع قاعدة بيانات كرة القدم.إي يو (الإنجليزية)
- عزيز إرمال على موقع عالم كرة القدم.نت (الإنجليزية)